# Ommatius kambangensis
Ommatius kambangensis är en tvåvingeart som beskrevs av Meijere 1914. Ommatius kambangensis ingår i släktet Ommatius och familjen rovflugor. Inga underarter finns listade i Catalogue of Life.